# 에드가 모랭
에드가 모랭(Edgar Morin)으로 알려진 에드가 나움(Edgar Nahoum)은 1921년 7월 8일 파리에서 태어난 프랑스의 사회학자이자 철학자이다. 학계에서 모랭은 주로 CNRS과 파리 EHESS에서 활동하였다.
1950년대를 기점으로 모랭은 프랑스 사회학에 있어 저명한 자리를 차지했다. 복잡성 사고의 사회학자로서 모랭은 자신의 사고 방식을 '구조주의자'라고 정의했으니, 구체적으로는 "이는 즉 실재의 축조를 위한 외부 세계와 우리 정신의 합치를 말한 것"이라고 논한 바 있다. 모랭은 또한 공산주의, 이후 사회주의자로서 정치에 참여한 것으로 알려져 있다. 

저서로는 《복잡성 사고 입문》, 《인간과 죽음》, 《미래의 교육에 반드시 필요한 7가지 원칙》, 《어떤 여름의 기록》, 《스타》, 《지금 일어나 어디로 향할 것인가》 등이 있다.

## 같이 보기
- 시스템 사고
- 자기생산